# Mistrals dotter
Mistrals dotter (originaltitel: Mistral's daughter) är en roman av Judith Krantz, publicerad 1982.

## Handling
I södra Frankrike blåser det in en het vind från Medelhavet som kallas Mistral. Det finns en mänsklig motsvarighet till denna vind som heter Julien Mistral. Han är en vilde, en självisk konstnär och geni, han älskar tre kvinnor från tre epoker i livet. Maggy hans modell och älskarinna från ungdomens dar. Teddy heter Maggys dotter, och hon blir kär i Mistral. Han får en egen dotter med Teddy som heter Fauve, hon letar efter kärlek och sanning i sig själv.
Handlingen börjar i Paris från 1920-talet och sträcker sig fram till nutiden.

## Övrigt
Boken har filmatiserats som miniserie under samma titel.